# 85200 Джонхолт
85200 Джонхолт (85200 Johnhault) — астероїд головного поясу, відкритий 6 жовтня 1991 року.
Тіссеранів параметр щодо Юпітера — 3,406.